# Strelica
Strelica (in russo  Стрелица?) è un insediamento di tipo urbano della Russia europea, situato nel rajon Semilukskij dell'oblast' di Voronež.
Si trova sul fiume Devica, 20 km a sud-ovest di Voronež.